# Pulakek Koto Baru
Pulakek Koto Baru is een bestuurslaag in het regentschap Solok Selatan van de provincie West-Sumatra, Indonesië. Pulakek Koto Baru telt 2957 inwoners (volkstelling 2010).